# 濱田美和子
濱田 美和子（はまだ みわこ、旧姓：松木、1958年10月22日 - ）は、日本の歌手、振付師、作曲家、作詞家。
東京都出身。血液型はB型。父は元プロ野球選手の松木謙治郎。みみみのメンバー。

## 経歴
3歳のときよりクラシック・バレエ、タップダンス、ピアノを始める。
1977年、東京女学館高校3年生の時にニッポン放送主催の『全国フォーク音楽祭』にてグランプリを受賞し、1978年に松木美和子としてシングル「エピローグ」で日本コロムビアよりメジャー・デビュー。
その後、大江千里・浜崎あゆみ・松任谷由実・TUBEなどアーティストのライブやレコーディングに参加。
振付師としては、代表作として2007年の藤岡藤巻と大橋のぞみ「崖の上のポニョ」や2011年の薫と友樹、たまにムック。「マル・マル・モリ・モリ!」などがある。

## ディスコグラフィー
松木美和子名義
| 1st | エピローグ | 1978年10月1日 | 01. エピローグ 02. お人形 | 作詞：たかたかし 作曲：高橋拓也・林哲司 編曲：大谷和夫作詞・作曲：松木美和子 編曲：戸塚修 |

## 主な楽曲提供
- 大野まりな
  - 連れてってパラダイス（作詞）
- 山本潤子
  - 小さな願い（作曲）

## 出演

### CM
- Panasonic デジタルカメラ「LUMIX FX40」TV-CFソング（2009年）

### PV
- 大江千里「MAN ON THE EARTH」（1989年）
- 大江千里「WE ARE TRAVELLIN' BAND」（1989年）
- 大江千里「たわわの果実」（1990年）
- 浜崎あゆみ「decision」（2007年）

## 著書
- 『ボーカリスト限定! あなたの魅力をもっと伝えるためのステージング術』（2010年7月23日、リットーミュージック）

## 受賞
- 1975年 - 第4回ヤマハ・ジュニア・オリジナル・コンサート 特別優秀賞